# Antton Morcillo
Antton Morcillo Torres (Hernani, 23 de mayo de 1965) es un político español de ideología independentista vasca. Fue parlamentario vasco (2001-04) por la coalición independentista Euskal Herritarrok y fue dirigente de Herri Batasuna y Batasuna. Es licenciado en Geografía e Historia y de profesión administrativo.

## Biografía
Antton Morcillo fue un miembro destacado de Herri Batasuna en Álava, siendo una de las cabezas de esta organización en dicha provincia. Desde 1985 hasta 1998 fue miembro de la Mesa Nacional de Herri Batasuna. Al principio fue militante de Herri Alderdi Sozialista Iraultzailea, partido político alegal que estaba integrado en Herri Batasuna pero este se disolvió en 1991. A partir de 1995 fue concejal y portavoz de Herri Batasuna en el ayuntamiento de Vitoria.
En la campaña de las elecciones generales de 1996, Herri Batasuna difundió un video del grupo terrorista Euskadi Ta Askatasuna en las cuñas publicitarias gratuitas que tenía durante la campaña. Por este hecho, la Audiencia Nacional abrió una causa por el delito de colaboración con banda armada contra todos los miembros de la Mesa Nacional de HB, entre ellos el propio Antton Morcillo. El Tribunal Supremo le juzgó y condenó por ese delito, pero tras permanecer 20 meses en la cárcel, el 20 de julio de 1999 el Tribunal Constitucional anuló la sentencia del Supremo y todos los miembros de la Mesa Nacional, entre ellos Morcillo, fueron liberados. Tras su salida de la cárcel, en el año 2000 volvió de nuevo a formar parte de la Mesa Nacional de Herri Batasuna. 
En las elecciones autonómicas del 13 de mayo de 2001, Morcillo, cabeza de lista por la provincia de Álava de la plataforma Euskal Herritarrok, en la que se integraba Herri Batasuna, salió elegido parlamentario vasco.
Cuando en 2001 HB se refundó en el partido político Batasuna, Morcillo fue elegido de nuevo miembro de la Mesa Nacional de la nueva formación política. Su labor en la formación era la de responsable de política institucional. Como parlamentario, pasó a formar parte del Grupo Parlamentario de Batasuna y posteriormente, cuando esta formación fue ilegalizada en virtud de la Ley de Partidos de Sozialista Abertzaleak. Morcillo ejerció de portavoz en el parlamento de Sozialista Abertzaleak. Como miembro de la junta de portavoces, trataron de procesarle por no haber disuelto el grupo parlamentario de Sozialista Abertzaleak (Caso Atutxa), aunque la querella no prosperó.
En enero de 2004, Morcillo dimitió por razones personales y referentes a su dedicación y fue sustituido como parlamentario vasco por Rakel Peña.